# دامنه پخش
دامنه پخش در یک شبکه کامپیوتری، یک محدوده منطقی است که همه رایانه ها می توانند در آن با یکدیگر در ارتباط بوده و پیام های پخش همگانی را از یکدیگر دریافت نمایند.

## انواع پخش بسته اطلاعاتی
بسته های اطلاعاتی در یک شبکه کامپیوتری به سه صورت پخش می شوند:
1- پخش به یک مقصد مشخص
2- پخش به چند مقصد
3- پخش همگانی

## تفاوت هاب با سوئیچ
از جمله تفاوت های هاب با سوئیچ در آن است که سوئیچ می‌تواند از هر سه روش پخش استفاده کند اما هاب تنها قادر به پخش همگانی است.
و البته می توان با استفاده از شبکه محلی مجازی سوئیچ را به چند دامنه پخش تقسیم کرد اما این کار برای هاب امکان پذیر نیست.